# Plebejus bejarensisintermedia
Plebejus bejarensisintermedia är en fjärilsart som beskrevs av Tutt. Plebejus bejarensisintermedia ingår i släktet Plebejus och familjen juvelvingar. Inga underarter finns listade i Catalogue of Life.